# Hangűr
A nyelvészetben a hangűr vagy hangrés (idegen szóval hiátus) szótag végén és a következő szótag elején levő magánhangzók találkozása. A kettő tartozhat egyazon szóhoz vagy két egymást követő szóhoz.
Legalábbis egyes nyelvek beszélői igyekeznek megszüntetni a hangűrt. Ilyenek például a magyar nyelv, a közép-délszláv diarendszer nyelvei (bosnyák, horvát, montenegrói, szerb, röviden BHMSZ ), vagy a román.
A nyelvek történetében hangűrök keletkeztek és tűntek el, újabbak keletkeztek és tűntek el, de mindig vannak hangűrök a nyelvek pillanatnyi állapotában. Vannak benne hangűrös és hangűr nélküli szó- és szócsoport-változatok is. Ilyenek olykor megvannak ugyanabban a nyelvváltozatban, amely lehet a sztenderd is, csupán beszédtempó szerinti eloszlással, például o románban. Eloszlanak sztenderd nyelvi regiszterek között is, továbbá a sztenderd és területi nyelvváltozatok között, például a magyarban vagy a franciában, valamint a sztenderd és egyéni nyelvhasználat között.
A hangűr hangalakzatként is létezik mint érzelmek kifejezőeszköze vagy mint szótag nyeréséé a verselésben. Ilyen funkciókkal is lehet oyan, amely nem tér el a sztenderdtől, vagy amely nem sztenderd változatban van meg, vagy amely egyéni. Azonban más hangalakzatok a hiátus megszüntetését célozzák.

## A hangűr néhány nyelvben

### A magyarban
A magyar nyelv történetében észlelhető a hangűr megszüntetésére való törekvés. Egyik eszköze mássalhangzó betoldása a magánhangzók közé. Például egyes toldalékok előtt eleinte hangűr volt, amely j-vel való kitöltéssel szűnt meg a birtokos személyjel esetében (pl. mezee > mezeje) vagy a ki határozószó fokozott alakjában: kiebb > kijjebb. A j a mai nyelvben is a leggyakoribb hangűrtöltő mássalhangzó, de nem tükrözi az írás, pl. [dijó], [fijú], [teja].
Egy másik hangűrt kiküszöbölő eszköz az egyik magánhangzó kiesése. Ez történik például tulajdonnevek -i képzős származékaiban: Nyíregyháza ~ nyíregyházi.
Hangűrös változat a sztenderdben és v-vel kitöltött a nélküli nyelvjárásban a január ~ januvár szóalakok. Azonban a moldvai nyelvjárási régióban gyakori a hangűr a sztenderddel szemben: hüessz ~ hűvös, hooz ~ havazik.
Ilyen változatok a sztenderd szokásos nyelvi regisztere és a pallérozott között is eloszlanak. Közöttük az első magánhangzó kihagyása, illetve megléte a különbség, pl. lány ~ leány, rá ~ reá.
A szépirodalomban a hangűr kifejezhet testi erőfeszítéstől, sírástól elakadó hangot, heves indulatot, félelmet, erőszakos cselekedettel járó erőfeszítést, külső hatásra pillanatnyi megtorpanást stb., a sztenderdtől nem eltérő szócsoportban. Példa megtorpanás kifejezésére:
Az úrfi e szokatlan szókra / Elképedt, megmerevült… (Petőfi Sándor: Az apostol)
Amikor a verselés úgy kívánja, a hangűr megszüntetésével együtt egy szótagot hagynak ki. Egyik eszköze lehet a főleg hangalakzatként szinkópának nevezett megoldás, amikor az első magánhangzót hagyják ki:
Ne bántsatok, jó pajtásim, nem vagyok az oka, / Szeretőm egy barna legény, nem hagyom el soha. (népdal, Vargyas Lajos gyűjtése)
Egy másik eszköz a magyar verselésben ritka szinerézis, azaz a két magánhangzó egy szótagban való kiejtése:
mivel, amint mondják, érti is a mágiát, / netalán lányának leli orvosságját, (Babits Mihály: Második ének)

### A franciában
Az ófrancia nyelvben hangűrök keletkeztek mássalhangzók kiesésével a latinból örökölt szavakban, majd az ófrancia utáni időszakban eltűntek, bár a francia többnyire az etimologikus elven alapuló írása részben tükrözi őket. Példák: latin videre > ófrancia veoir > modern francia voir [vwaːʁ] ’látni’, pavorem > peeur > peur [pœːʁ] ’félelem’, augustum > aost > aoust > août [u] vagy [ut] ’augusztus’.
Ugyancsak az ófranciában újabb hangűrök keletkeztek, amikor kiveszett a kiejtésből a germán eredetű szóeleji [h]. A mai nyelvben ezt hehezetes [h]-nak nevezik, és a sztenderd előírja előtte a hangűrt. Egyes esetekben ez a hangűr jelentésmegkülönböztető, pl. le haut [lə⁀o] ’valaminek a felső része’ ~ l’eau [lo] ’a víz’, le hêtre [lə⁀ɛːtʁ] ’a bükk’ ~ l’être [lɛːtʁ] ’a lét, a lény’, je le hais [ʒələ⁀ɛ] ’gyűlölöm’ ~ je l’ai [ʒəle] ’megvan nekem’.
Két különböző szótagban kiejtett magánhangzó találkozása egyébként sem ritka a franciában. Rendszerint nincs közöttük sem szünet, sem glottális stop. A jelenség francia elnevezése enchaînement ’láncolás’. Példák szó belsejében poète [pɔˈɛt] ’költő’, maïs [maˈis] ’kukorica’, szavak között j’ai eu un billet [ʒe⁀y⁀œ̃ biˈjɛ] ’kaptam jegyet’, Il va à Annecy [il.va⁀a⁀anˈsi] ’Annecy-ba megy’.
Ebben a nyelvben vannak kettőshangzók, amelyek az [i], az [y] és az [u] magánhangzók és más magánhangzók találkozásakor keletkeztek. Az előbbiek ekkor a [j], a [ɥ], illetve a [w] félhangzókká váltak szinerézis nyomán, például a lion [ljɔ̃] ’oroszlán’, buée [bɥe] ’pára’ és a louer [lwe] ’bérbe adni vagy venni’ szavakban. Ezt a szinerézisesnek nevezett kiejtést írja elő a sztenderd, azonban egyes területi nyelvváltozatokban általában nem követik, hanem a dierézisesnek nevezett kiejtést alkalmazzák az ilyen szavakra, amellyel hangűrt képeznek: [liˈɔ̃], [buˈe], illetve [luˈe]. Sztenderd szerinti dierézises, tehát hiátusos kiejtés is van ilyen magánhangzók találkozásakor akkor, amikor a magánhangzókat mássalhangzó + r vagy l előzi meg, pl. trouer [tʁuˈe] ’lyukasztani’, fluet [flyˈɛ] ’vézna’, oublier [ubliˈe] ’felejteni’. Amikor a dierézis kötelező, engedélyezett egy [j] betoldása az [i] előtt a hangűr kiküszöbölésére, tehát a kiejtés lehet oublier [ubliˈe] vagy [ubliˈje], pays [peˈi] vagy [peˈji] ’ország’. A dierézises kiejtés egyéni is lehet, olyan régiókban is, ahol a szinerézis dominál.
A francia verselésben hangalakzatokként használják a dierézist szótag nyerése céljából, illetve a szinerézist a szótagok számának csökkentése céljából. A klasszikus francia verselésben kötelező, a mai sztenderd szabályaival ellentétes dierézis volt előírva, ha a szó alapszavában, főleg latinban, hangűr volt. Ez esetben a francia szóban is két szótagnak kellett lennie helyette. Például a Va te purifier dans l’air supérieur (szó szerint ’Menj, tisztulj meg a magasztos légben’) (Charles Baudelaire) verssor alexandrin típusú, amely tizenkét szótagú. A sztenderd francia szerint a purifier és a supérieur szavak három szótagúak, a -fier [fje], illetve a -rieur [ʁjœːʁ] szótagokkal harmadikként, de ebben a verssorban ezek a szavak dierézisesek (a [fi.e], illetve [ʁi.œːʁ] szótagokkal), így a szavak négy szótagúak, és megvan a verssorban a tizenkét szótag. Itt a dierézis szabályszerű, mivel az illető szavak alapszavaiban (latin purificare és superior) a megfelelő magánhangzók külön szótagokban vannak.
Nagyon gyakori a franciában az apokopé speciális esetével, a franciául élision ’elízió, hangkivetés’-nek nevezettel kiküszöbölt hangűr. Ez kötelező az e-re végződő simulószók esetében: határozott névelő (l’ami ’a barát’ < le), hangsúlytalan személyes névmás (on t’attendra ’meg fognak várni téged’ < te), hangsúlytalan visszaható névmás (elle s’énerve ’idegeskedik’ < se), tagadószó (il n’a rien dit ’nem mondott semmit’ < ne) stb. Kivetik az a-t is a la határozott névelőből és személyes névmásból (l’Europe ’Európa’), valamint az i-t a si kötőszóból az il ’ő’ és az ils ’ők’ hímnemű névmások előtt: s’il fait beau ’ha szép idő van’. Nem sztenderd hangkivetés is van, pl. a tu személyes névmásból (t’as dit < tu as dit ’(te) mondtál’) vagy a qui vonatkozó névmásból: celui qu’a dit ça < celui qui a dit ça ’az, aki ezt mondta’.
Egy másik hangűrt kikerülő eszköz ebben a nyelvben a liaison (hangkötés). Ez a sok francia szó végén „látens” mássalhangzóval történik, amelyet csak akkor ejtenek ki, amikor magánhangzóval kezdődő szó követi, bizonyos körülmények között. Általában ezt a mássalhangzót valamikor akármilyen fonetikai kontextusban kiejtették, és ma is megfelel neki betű. Egyes esetekben kötelező a hangkötés, pl. az s-re végződő klitikumok esetében (mes amis [me.z‿aˈmi] ’barátaim’), másokban fakultatív (pas encore [pa⁀ɑ̃ˈkɔːʁ] vagy [pa.z‿ɑ̃'kɔːʁ] ’még nem’), megint másokban tilos, például a hehezetes [h] esetében, és ekkor megmarad a hangűr: les héros [le⁀eʁo] ’a hősök’.

### A BHMSz-ben
Az ószláv nyelv is idegenkedett a hangűrtől, ezért jövevényszavaiban kiküszöbölte őket a [j] vagy a [v] betoldásával, illetve a második magánhangzóként megjelenő [u]-nak a [v] mássalhangzóvá tételével, és ezt örökölte a közép-délszláv diarendszer is, pl. latin Maurus > ószláv Mavrъ> Mavər > horvát Mavar. Az olyan ószláv szavakban, amelyekben hangűr volt az [a] és a nazális o között, megmaradt a hangűr, csak az o változott meg, pl. ószláv paǫkъ > horvát pauk ’pók’. Azonban már a BHMSz-ben újabb hangűr keletkezett, amikor az [a]-t és az [e]-t követő szóvégi [l] [o]-ba ment át. Ez például a cselekvőnek nevezett melléknévi igenév hímnem és semlegesnem egyes számú alakjában történt, amely többek között a perfekt-nek nevezett múlt idejű alakban vesz részt, pl. dao je ’adott’, kupovao je ’vásárolt’. Hangűrös egyes szám hím- és semlegesnemű melléknevek is vannak (pl. veseo ’vidám’), valamint főnevek: latin Paulus > ószláv Pavlъ > Paval > horvát Pavao ’Pál’. Összetett számnevek alkotórészei között is keletkezett hangűr a nyelvtörténet során, pl. ószláv jedъnъ na desęte > jedan na desete > jedanadeset > jedanaest ’tizenegy’.
A mai nyelvben egyéb hangűrös szavak is vannak, például hangutánzók, mint jaukati ’jajgatni’, valamint képzett és összetett szavak, hangűrrel az alkotóelemeik között: ne ’nem’ + ugodan ’kellemes’ → neugodan ’kellemetlen’, crn ’fekete’ + oko ’szem’ → crnook ’fekete szemű’.
Az [i] és az [o] közötti hangűrt rendszerint kitöltik [j]-vel, de ezt nem tükrözi az írás, pl. bio [bijo] ’volt’ (cselekvő melléknévi igenév). Ugyanez az esete az ilyen hangűrt tartalmazó viszonylag új jövevényszavaknak, pl. biblioteka ’könyvtár’. Az [i] és más magánhangzók alkotta hangűrt idegen szavakban ugyancsak a [j] tölti ki, de írásban is: filozofija, orijent ’kelet’, trijumf ’diadal’. Egyéb magánhangzó-kombinációk esetében megmarad idegen szavakban a hangűr: eutanazija, geometrija, poezija, realan ’reális’, zoologija.
Olyan nyelvjárásokban, amelyek elhagyják a [h]-t, hangűr keletkezik a sztenderddel ellentétben, pl. straa ~ sztenderd straha ’a félelem valamije’ (birtokos eset). Egyes szavakban kitöltik az így keletkezett hangűrt helyettesítve a [h]-t [j]-vel (snaja ~ snaha ’sógornő’) vagy [v]-vel: buva ~ buha ’bolha’.

### A románban
Ez a nyelv a latinból örökölte a hangűr elkerülését, mégis vannak olyan esetek, amelyekben latin kettőshangzóból hangűrös magánhangzó-csoport lett, pl. aurum [ˈaw.rum] > aur [ˈa.ur] ’arany’. Viszont az ilyen hangűrt általában kikerülik a [w] félhangzó beiktatásával, pl. laudă [ˈla.wu.də] ’dicséret’. Az [i] és az [e] közé a beszédben [j] szokott kerülni: vie [ˈvi.je] ’szőlő(ültetvény)’.
Jövevényszavakban általában megmarad a hangűr, pl. operație ’művelet’, coopera ’együttműködni’, nuanță ’árnyalat’. A magánhangzó + [u]-s jövevényszavak is hangűrösök a sztenderd szerint, de nyugati nyelvjárásokban kettőshangzósok, pl. reumatism [rew.maˈtism] ~ sztenderd [re.u.maˈtism] ’reuma’.
Szavak között van kötelező, fakultatív és kötelezően kiküszöbölendő hangűr. Elkerülhetetlen például a következő szócsoportokban: este elegant ’ő elegáns’, o operație ’egy művelet’.
Fakultatívan meghagyható a hangűr a lassú beszédben, és megszüntethető a gyorsban szinerézis útján, azaz kettőshangzó képzésével [e]-re végződő klitikumok és lexikai jelentésű szavak között, valamint [e]-re végződő lexikai jelentésű szavak és magánhangzóval kezdődő klitikumok között: de atunci [de.aˈtunt͡ʃʲ] > de-atunci [de̯aˈtunt͡ʃʲ] ’azóta’, pe aici [pe.aˈjit͡ʃʲ] > pe-aici [pe̯aˈjit͡ʃʲ] ’errefelé’, îmi pare o poveste [ɨmʲˈpa.re.o.poˈveste] > îmi pare-o poveste [ɨmʲˈpa.re̯o.poˈveste] ’mesének tűnik nekem’. Fakultatívan egyes szavakban a franciabeli elízióval hasonlóan is kikerülhető a hangűr: A zis că a terminat lucrarea > A zis c-a terminat lucrarea ’Azt mondta, hogy befejezte a dolgozatot’. Az aferézis (szókezdeti beszédhang elhagyása) is a hangűr fakultatív megszüntetésének eszköze, amikor a szóban forgó hang [ɨ], pl. de înțeles > de-nțeles ’érthető’.
Kötelező a hangűr kikerülése bizonyos esetekben. Szinerézis útján történik, amikor egyes egyszótagú, hangsúlytalan és [e]-re vagy [i]-re végződő személyes és visszaható névmások az a avea ’birtokolni’ segédige alakjaival találkoznak, pl. ți-am spus ’mondtam neked’, duce-le-aș ’elvinném őket’, te-am întrebat ’megkérdeztelek’, ne-ai povestit ’elmesélted nekünk’, te-ai întoarce ’visszatérnél’. Elízió az eszköz egyéb személyes és visszaható névmások esetében, pl. m-am străduit ’igyekeztem’ (< mă), s-au înțeles ’megértették egymást’ (< se).
Hangalakzatként a románban is előfordul a sztenderddel ellentétben használt egyéni hangűr:
Mai suna-vei, dulce corn / Pentru mine vre odată? ’Szelíd kürtöm, a sír álmán / felkeres majd hangod engem?’ (Mihai Eminescu)

### Az angolban
Az angol nyelvben hangűr észlelhető szó belsejében, pl. a seeing [ˈsiːɪŋ] ’látva’ szóban vagy a neo- [ˈniːəʊ] ’új’ prefixumban, valamint szavak között, pl. a the egg [ðieg] ’a tojás’ szókapcsolatban.
Ebben a nyelvben egyes esetekben mássalhangzónak tekintett glottalis stopot toldanak be a magánhangzók közé, pl. cooperate ’együttműködik’, sztenderd kiejtése [kəʊˈɒpəreɪt], glottális stoppal [kəʊˈʔɒpəreɪt]. Egyes területi változatokban az r-t alkalmazzák szavak közötti hangűr kezelésére, pl. America and-Europe ~ America-r-and-Europe ’Amerika és Európa’.